# Nierstraszella andamanica
Nierstraszella andamanica is een keverslakkensoort uit de familie van de Nierstraszellidae. De wetenschappelijke naam van de soort is voor het eerst geldig gepubliceerd in 1906 door E. A. Smith.